# Chiesa dell'Immacolata (Brienno)
La chiesa dell'Immacolata è un edificio di culto cattolico situato a Brienno, in provincia e diocesi di Como; fa parte del vicariato di Cernobbio.
Conosciuto anche come chiesa della Madonna del Ronco o chiesa della Beata Vergine di Ronca (dal toponimo della punta che ospita il complesso) l'edificio si trova su uno sperone roccioso in una zona detta "Puncett", vicino al locale cimitero.

## Storia e descrizione

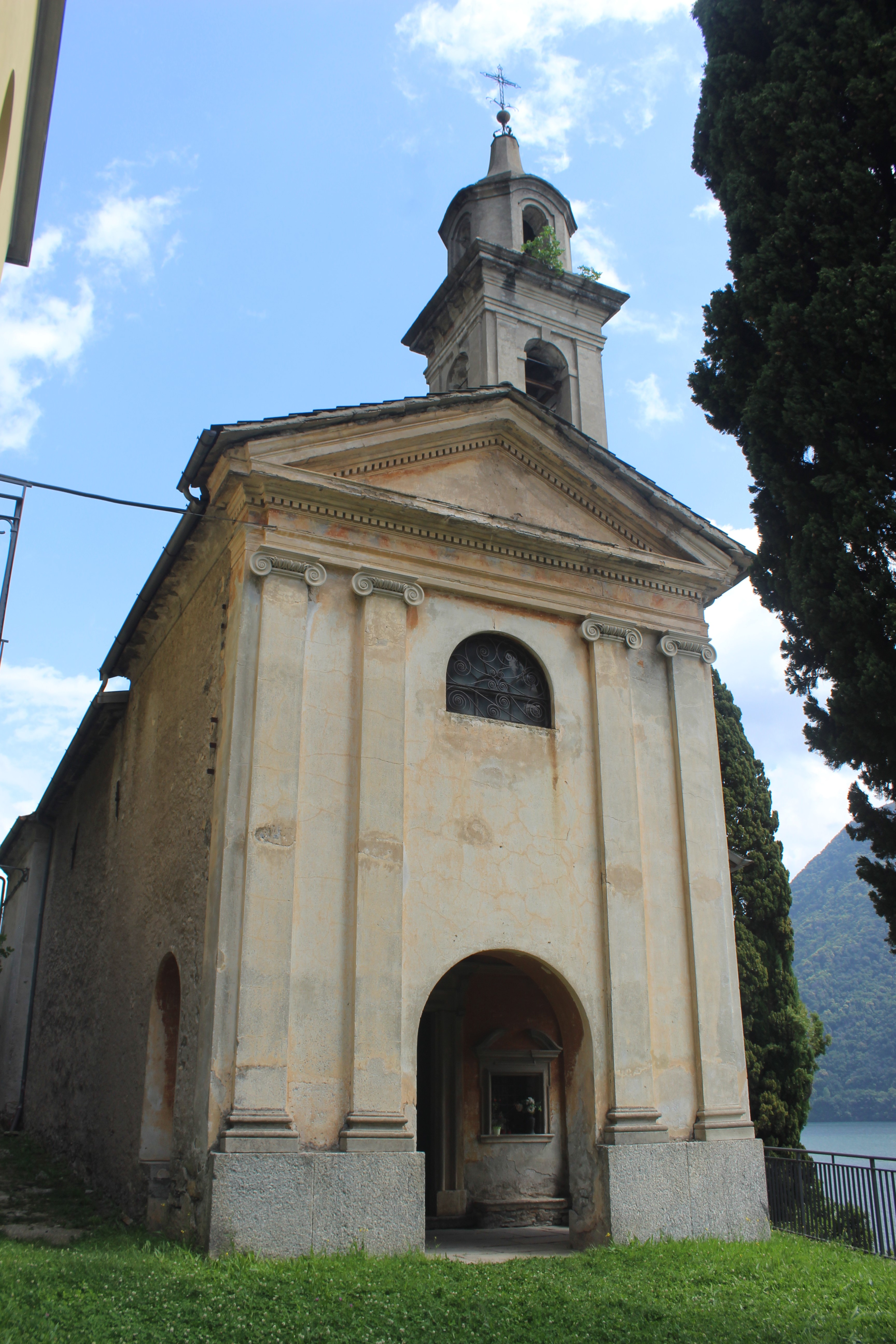
Facciata

Edificio in stile eclettico, la chiesa fu costruita nel XVII secolo, sul luogo ove già si trovava un precedente oratorio. 
Terminata nel 1707, la chiesa fu successivamente dotata del campanile (metà del Settecento) e ampliata con l'aggiunta di un porticato (1865).
Internamente, la chiesa presenta un'unica navata, con ingresso dominato da una balconata per la cantoria. Sopra a quest'ultima, una copertura a tazza con affreschi. Le campate centrali sono voltate a botte, con piccole vele triangolari contenenti affreschi di angeli. Sulle pareti laterali della navata, quattro grandi cornici in stucco alloggiavano quadri che vennero rubati negli anni 1980. In cima alle stesse pareti, tre finestre per lato, di cui quelle a monte murate. 
Sull'arcata che introduce il presbiterio, un medaglione riporta la scritta ET MACULA NON EST IN TIBI, chiaro riferimento all'I Immacolata concezione.
Nel presbiterio trovano posto un altare maggiore e un altare laterale dedicati entrambi alla Madonna.
All'interno della chiesa spiccano un'acquasantiera in pietra, una balaustra in marmo di Verona, un paliotto in scagliola e gli affreschi della tazza che copre l'area presbiteriale. Questi ultimi raffigurano una scena dell'Apocalisse; sui pennacchi della tazza sono invece raffigurati i profeti Isaia ed Ezechiele e i re Davide e Salomone.